# Anlehre
Eine Anlehre ist eine ein, eineinhalb oder zwei Jahre dauernde Schweizer Berufsausbildung und wird von Jugendlichen absolviert, die die zwei bis vier Jahre dauernde reguläre Berufslehre 
voraussichtlich nicht erfolgreich abschliessen würden. Gründe hierfür können sowohl das soziale Umfeld als auch körperliche Behinderungen sein. 
Auch in Österreich gibt es die Anlehre und ähnliche Konzepte.

## Schweiz

### Kantonale und Eidgenössische Anlehren

#### Geschichte
Die Wurzeln der Anlehre reichen in die späten 1960er Jahre zurück. Die ersten Anlehrwerkstätten entstanden unkoordiniert und nur in wenigen Kantonen. Erst 1978 wurde die Anlehre durch einen Gesetzesartikel auf Bundesebene gesichert.
Im Jahr 1980 wurden die ersten (eidgenössischen) Anlehrausweise ausgestellt.

#### Bewertung
Es handelt sich bei der Anlehre, trotz niedere Anforderungen und individuelle Betreuung, um eine geregelte Berufsausbildung, die den Lehrling für die Arbeit in anderen Betrieben befähigen soll. Die Ausbildung ist praxisnäher orientiert als eine reguläre Berufsausbildung.

#### Ersatz
An die Stelle der Anlehre traten in der Schweiz ab 2005 die „zweijährige Grundbildung mit Attest“. In einigen Branchen (z. B. Verkauf, Gastronomie) fanden die ersten Abschlüsse gemäss der neuen Bildungsverordnung im Frühjahr 2007 statt, die anderen Branchen folgen in den kommenden Jahren. Die (schulischen) Anforderungen der zweijährigen Grundbildung sind generell etwas höher als bei der Anlehre. Da im Gegensatz zur Anlehre eine Abschlussprüfung abgelegt werden muss, wird von den Lernenden ein Minimalprogramm abverlangt. Die zweijährige Grundbildung mit Attest hat für die Absolventen im Vergleich zur Anlehre den Vorteil, dass damit der Übergang in die normale Berufslehre vereinfacht wird (z. B. Eintritt ins zweite Jahr der Berufslehre nach Erhalt des Attests).

### IV-Anlehre und Praktische Ausbildung PrA
Neben der kantonalen bzw. eidgenössisch geregelten Anlehre gab es auch noch die IV-Anlehre. Die dauert maximal zwei Jahre und war nochmal unter der eigentlichen Anlehre angesiedelt.
Die IV-Anlehren unterstanden dem Bundesamt für Sozialversicherung. Die Anforderungen variierten von Kanton zu Kanton und Institution zu Institution. Eine Vergleichbarkeit der erworbenen Fähigkeiten fiel also noch schwerer als schon bei der eigentlichen Anlehre.
Die Effektivität und damit Förderungswürdigkeit der IV-Anlehre ist umstritten. 
Behindertenverbände wehrten sich gegen Einsparbemühungen.
Praktische Ausbildung PrA ist als Weiterentwicklung der IV-Anlehre zu sehen. Die Praktische Ausbildung PrA soll die IV-Anlehren mittelfristig ablösen.

## Österreich
In Österreich gibt es folgende Bezeichnungen für ähnliche Angebote:
- Anlehre
- Ausbildung zum/r qualifizierten HelferIn
- Teilqualifizierungslehre

In Österreich ist es seit einer Gesetzesänderung vom August 2003 offiziell möglich, eine Teilqualifikation bzw. eine verlängerte Lehre zu absolvieren.